# Thuspeinanta
Thuspeinanta  é um gênero botânico da família Lamiaceae.

## Espécies
- Thuspeinanta brahuica
- Thuspeinanta persica

## Nome e referências
Thuspeinanta Briq.